# Anomia peruviana
Anomia peruviana är en musselart som beskrevs av D'Orbigny 1846. Anomia peruviana ingår i släktet Anomia och familjen sadelostron. Inga underarter finns listade i Catalogue of Life.